# Brigitte Auber
Brigitte Auber ; właściwie Brigitte Marie Claire Cahen de Labzac (ur. 27 kwietnia 1925 w Paryżu) – francuska aktorka; która zagrała m.in. u Alfreda Hitchcocka w filmie Złodziej w hotelu (1955).
Jest obecnie najstarszą aktywną zawodowo francuską aktorką.

## Wybrana filmografia
- Antoni i Antonina (1946) jako gość weselny
- Wrota nocy (1946)
- Zakochani są sami na świecie (1948) jako Christine
- Spotkanie lipcowe (1949) jako Thérèse Richard
- Victor (1951) jako Marianne
- Pod niebem Paryża (1951) jako Denise Lambert
- Złodziej w hotelu (1955) jako Danielle Foussard
- Cygański kompan (1959) jako Odette
- Julie Lescaut (1992-2014; serial TV) jako pani Soulier (gościnnie; 1996)
- Człowiek w żelaznej masce (1998) jako dwórka królowej Anny
- La Sainte Famille (2019) jako Bonnie, babcia Jeana